# نورس الملك
نورس الملك[بحاجة لمصدر] (الاسم العلمي: Larus hartlaubii) (بالإنجليزية: King Gull)‏ هو نوع من الطيور يتبع جنس النورس من الفصيلة النورسية.